# Kryolan
Kryolan är en tillverkare av makeup och smink för film, teater och TV. Kryolan har sitt huvudkontor i stadsdelen Wedding i stadsdelsområdet Reinickendorf i Berlin. Bolaget har cirka 250 medarbetare varav 130 i Berlin. Bolaget tillverkar idag (2014) 20 000 olika produkter, förutom smink även material för teatermasker, teaterblod, hårfärger och klister. Bolaget har även camouflagesmink med hudläkare och militärer som storkunder. Bolaget drivs av familjen Langer.
Bolaget grundades på 1940-talet av Heinz Krause och Arnold Langer och namnet är skapat utifrån grundarnas efternamn. De började tillverka hudkrämer. 1945 startade produktionen av teatersmink med Berlins teaterscener som kunder. Arnold Langer hade då avslutat sina kemistudier och börjat utveckla teatersmink anpassat för de kommande färgfilmerna. Langer var teaterfantast och började därför utveckla produkter för teatern. Han hade också varit praktikant i Babelsbergs filmstudio när den första tyska färgfilmen producerades. Där fick han lära sig grunderna för smink.
1971 flyttades verksamheten till de nuvarande lokalerna på Papierstrasse i Berlin. Bolaget expanderade under 1970-talet till USA. Där hade bolaget 1968 fått ett första genombrott när man levererade material till silikonmaskerna i Apornas planet. Kryolan har levererat smink till en rad Hollywood-produktioner och har även utvecklat olika varianter av teaterblod som används i filmer. När det gäller teaterblod finns 30 olika varianter. Bolaget levererar även sina produkter till Bollywood.